# Holoaden bradei
Espèce
Statut de conservation UICN

 CR (Possibly Extinct) D : 
En danger critique
Holoaden bradei est une espèce d'amphibiens de la famille des Craugastoridae.

## Répartition
Cette espèce est endémique de l'État de Rio de Janeiro au Brésil. Elle se rencontre entre 2 400 et 2 600 m d'altitude dans la serra de Itatiaia. Elle est peut-être éteinte. Sa dernière observation date de 1976.

## Étymologie
Cette espèce est nommée en l'honneur d'Alexander Curt Brade (1881–1971).

## Publication originale
- Lutz, 1958 : Anfíbios novos e raros das serras costeiras do Brasil. Eleutherodactylus venancioi n.sp., E. hoehnei n.sp. Holoaden bradei n.sp. e H. luderwaldti Mir. Rib., 1920. Memorias do Instituto Oswaldo Cruz, vol. 56, no 2, p. 373-405 (texte intégral).